# توماس كير (رسام توضيحي)
توماس كير هو رسام توضيحي كندي، ولد في 30 أغسطس 1962.